# Juvelbesatta krönikan
Juvelbesatta krönikan är en krönika över Mongolerna, som skrevs av fursten av Ordos, Sagang Tsetsen antagligen någon gång på 1600-talet. Bland annat avhandlas Djingis Khans död.